# Lapa (Río de Janeiro)
Lapa es un barrio de Río de Janeiro, Brasil, que hasta 2012 estuvo incluido administrativamente en el barrio Centro y desde entonces es reconocido por ley como barrio.
Es conocido por su pasado vinculado a la bohemia carioca, por su intensa movida cultural y nocturna, y por conjuntos arquitectónicos como el Acueducto Carioca y su cercanía con la Escalera de Selarón, de gran afluencia turística.

## Ubicación y límites
Lapa se ubica en el centro de Río de Janeiro, limitando al norte con el barrio Centro, al oeste y al sur con Santa Teresa y al este con Glória. Recorre la avenida Mem de Sá, con su límite norte en Rua do Senado, Rua dos Arcos y las plazas Cardeal Câmara, Largo do Lapa y Passeio Público; al este la avenida Augusto Severo y Rua da Glória; al sur Rua Conde de Lages; y al oeste Rua Joaquim Silva, Rua dos Inválidos, Rua do Rezende y Rua Ubaldino do Amaral.

## Datos generales
Lapa tenía 9116 habitantes en 2022 (según datos preliminares del censo nacional de 2022), lo que representa una reducción en su población de 2471 personas con respecto a la medición de 2010. Había 6789 domicilios particulares en el barrio, de los cuales 30 eran domicilios colectivos y 1722 estaban desocupados, lo que implica que en el período 2010-2022 se desocuparon 583 viviendas.

## Historia
La primera construcción del área se produjo en 1750 con la inauguración del Acueducto Carioca (hoy conocido como Arcos de Lapa), a través del cual se transportaba agua hacia el centro de la ciudad.
Cuando el barrio era todavía una playa conocida como Arenas de España (Areias de Espanha), en 1751 se fundó la capilla Nossa Senhora da Lapa do Desterro (más tarde convertida en iglesia) y en los alrededores se instalaron algunas casas y almacenes. La cantidad de moradores creció con la llegada de varios comerciantes portugueses cuando, poco después, la capital del Brasil colonial se trasladó de Salvador a Río de Janeiro.
La zona se pobló significativamente en el Siglo XIX con el traslado de la corte portuguesa a Brasil. En 1838 había 6500 habitantes en la región, número que se triplicó en 1888. Pero el barrio de familias adineradas se transformó definitivamente con las reformas urbanísticas de modernización de la ciudad encabezadas por el alcalde Francisco Pereira Passos a inicios del Siglo XX, proceso que expulsó a la población pobre que vivía en el Morro do Castelo a los alrededores del centro. Las familias de menos recursos ocuparon las casas lujosas abandonadas de Lapa (que ya se habían mudado a zonas como Flamengo, Botafogo y Laranjeiras), y proliferaron los prostíbulos, las pensiones, las casas de juego, los clubes nocturnos y los botecos (bares donde se sirven bebidas y comidas al paso), dando inicio al espíritu bohemio de la zona.
Lapa se transformó entonces en uno de los principales puntos de referencia de la vida nocturna de la ciudad, conocida como la 'Montmartre carioca' y frecuentada por artistas, poetas, intelectuales y políticos, así como mendigos, delincuentes y prostitutas.

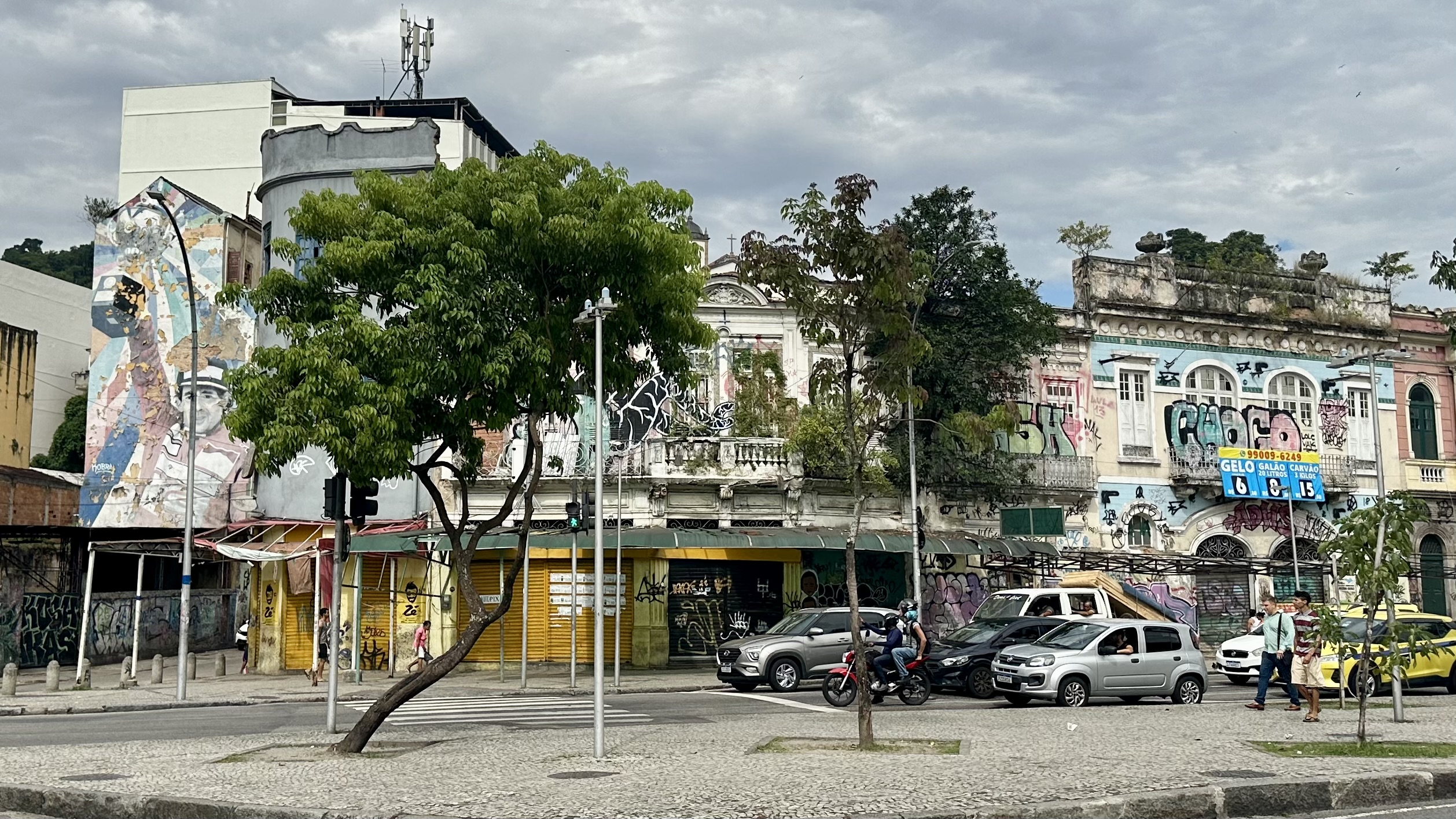
Avenida Mem de Sá.

Con la Ley de Contravenciones Penales de 1941 implementada por el gobierno de Getúlio Vargas, que buscaba mantener el 'orden público', las fuerzas policiales cerraron muchos de los cabarés y clubes nocturnos. Quienes frecuentaban la zona ya eran conocidos como malandros, mientras el barrio entraba en decadencia.
En la década de 1990, dueños de tiendas de antigüedades de Lapa reactivaron la Asociación de Comerciantes de Calle de Lavradio (más tarde convertida en la Asociación de los Comerciantes del Centro del Río Antiguo) y organizaron una feria de antigüedades los fines de semana. Se inició así el proceso conocido como 'Revitalización de Lapa', cuando los mismos anticuarios aprovecharon el éxito de la feria para crear casas de espectáculos, bares y restaurantes ambientados con objetos de sus tiendas de antigüedades. La oferta de cultura y diversión revivió la vida nocturna del barrio y atrajo al turismo.
La Prefectura Municipal lanzó además en el primer semestre de 1990 el Proyecto de Reestructuración del Largo de Lapa, con la modernización de la 'puerta de entrada' del barrio para acompañar así el nuevo perfil de Lapa.
El 17 de mayo de 2012 la Cámara Municipal de Río de Janeiro trató el proyecto para "crear el barrio de Lapa, por la subdivisión del barrio de Fátima y del Centro", aunque fue vetado ya que Fátima no era legalmente considerado un barrio ("no existe el barrio de Fátima como unidad administrativa territorial del Municipio de Río de Janeiro", indica el texto). Se reformuló en la misma sesión legislativa y se consagró a Lapa como barrio en la ley número 5407 de 2012, estableciendo sus límites en parte de lo que era hasta el momento el barrio Centro.

## Lugares destacados

### Arcos de Lapa

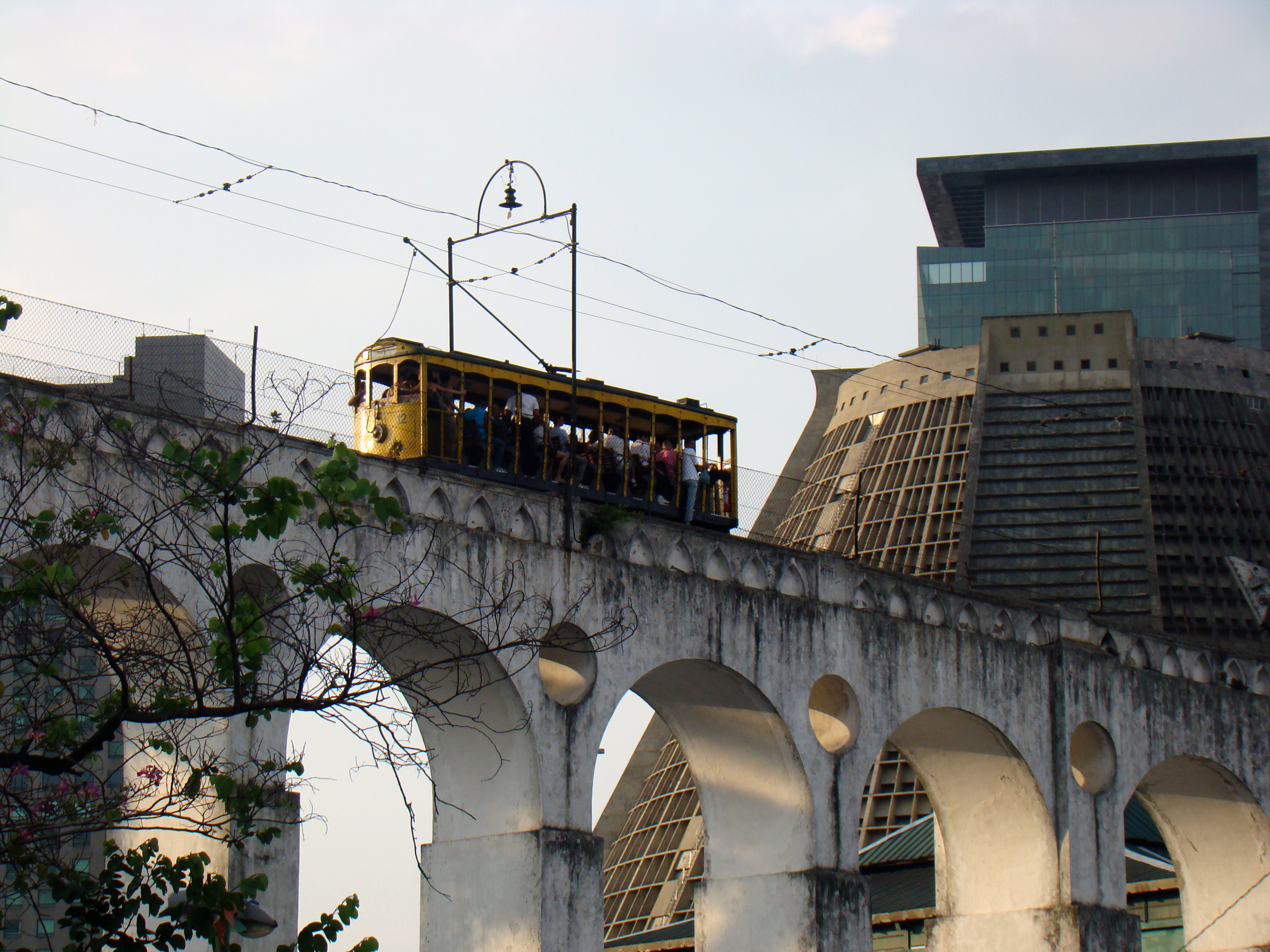
El bondinho sobre el Acueducto Carioca.

El Acueducto Carioca se inauguró en 1750 para transportar agua desde el río Carioca (en el Morro do Desterro, donde hoy se encuentra el barrio de Santa Teresa) hasta el Morro de Santo Antônio (hoy Largo da Carioca). En 1896 el Acueducto Carioca se convirtió en un viaducto para el transporte de pasajeros, implementando el tranvía (llamado bonde o bondinho) que hasta la actualidad conecta el centro con Santa Teresa. Tras perder su función como acueducto empezó a ser conocido por el nombre de Arcos de Lapa.
Construido en piedra y cal, tiene 42 arcos completos, y mide 270 metros de largo y 18 metros de alto. Se ubica en la plaza Cardeal Câmara y la avenida Mem de Sá pasa por debajo de los arcos.

### La Escalera de Selarón
La escalera del convento de Santa Teresa ganó notoriedad desde que en la década de 1990 el artista chileno Jorge Selarón comenzó a recubrirla con azulejos de diversos colores y diseños. Llegó a colocar unos tres mil azulejos y los reemplazó paulatinamente hasta su fallecimiento, en 2013. Si bien esta atracción, conocida como Escalera de Selarón (escadaria Selarón), se encuentra oficialmente en el barrio Santa Teresa, se accede desde Lapa (en la esquina de Rua Joaquim Silva y Rua Teotônio Regadas) y sirvió para revitalizar turísticamente el área con servicios como gastronomía, tiendas y venta de recuerdos.

### Paseo Público

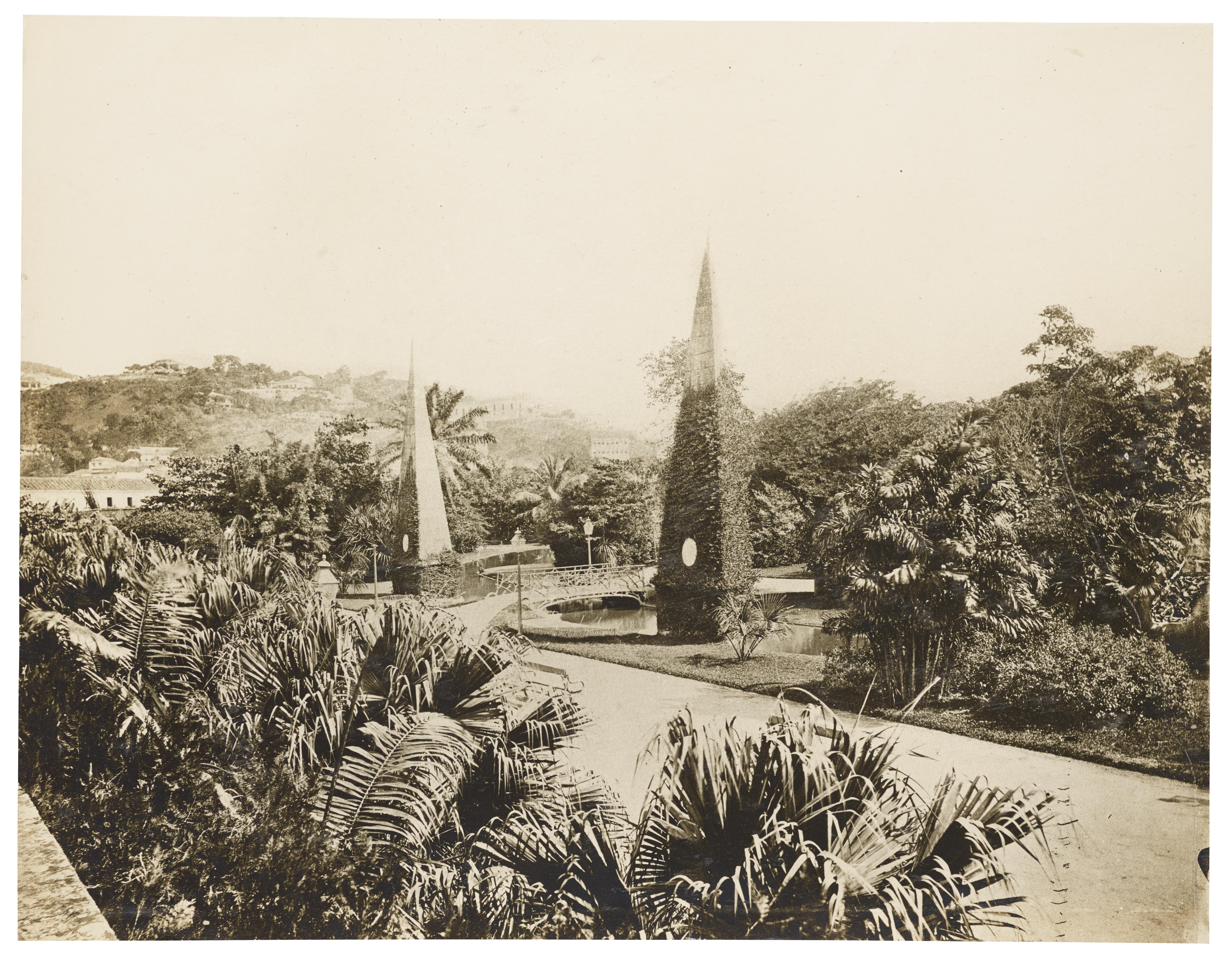
El Paseo Público en 1865.

Diseñado por Valentim da Fonseca e Silva como un jardín francés e inaugurado en 1783, el Paseo Público (Passeio Público) fue el primer parque público de Río de Janeiro, aunque solamente tenía libre acceso la aristocracia y la burguesía. Su degradación condujo a una reforma en 1860 que lo convirtió en un jardín inglés. Recién a finales del Siglo XIX se liberó el acceso a toda la comunidad.

### Bares y casas de espectáculos
Ubicados en avenida Mem de Sá y alrededores, algunos de los más famosos bares tradicionales de Lapa son Bar Brasil (inaugurado en 1907), Bar Ernesto (de 1935), Carioca da Gema (con música en vivo, principalmente samba, MPB y chorinho), Beco do Rato (samba de roda), Sacrilégio Bar (MPB) y Rio Scenarium (samba de roda, gafieira, chorinho y pop).

### Circo Voador
Tras presentarse como festival circense de verano en Arpoador en 1982, el éxito obtenido llevó a Circo Voador a instalarse de manera permanente desde el año siguiente muy cerca de los Arcos de Lapa. Allí se convirtió en una prestigiosa sala de presentación de numerosos reconocidos artistas nacionales e internacionales. Las autoridades cariocas clausuraron Circo Voador en 1996 por irregularidades, pero la presión popular y una campaña mediática motivó la reapertura en 2004 en un nuevo edificio construido en el mismo lugar. En 2024 el gobernador Cláudio Castro lo declaró Patrimonio Cultural Inmaterial del estado.

### Fundição Progresso

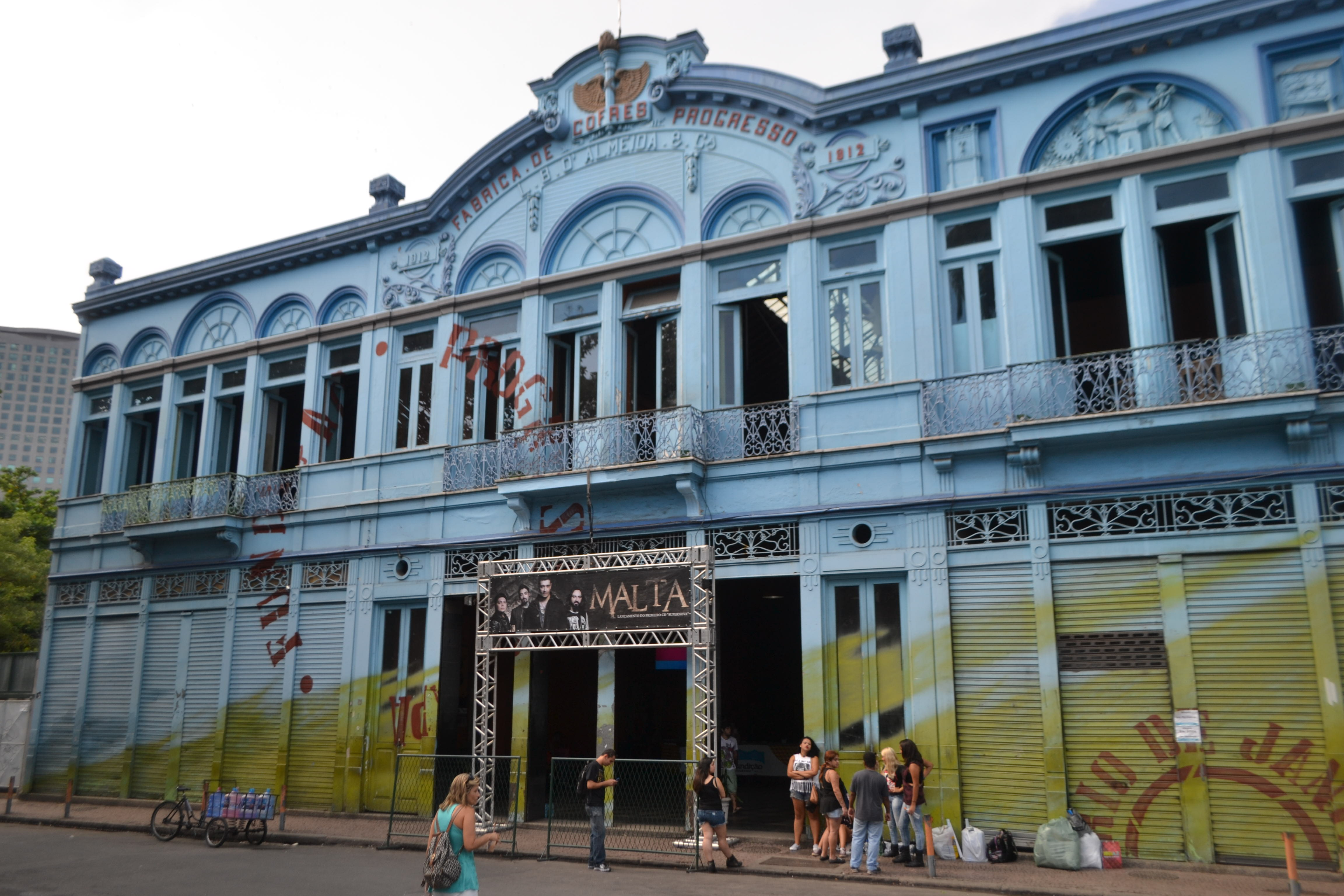
Centro cultural Fundição Progresso.

Un grupo ligado a la cultura de la ciudad, que había creado la compañía teatral Asdrúbal Trouxe o Trombone en la década de 1970 y el Circo Voador en 1982, se opuso a la demolición de una antigua fundición dedicada a la fabricación de objetos de hierro. En 1987 la Prefectura les cedió el predio, que fue convertido en Fundição Progresso, el mayor centro cultural independiente de Río de Janeiro. Desde 1999 es gestionado por la ONG Fundição de Arte e Progresso, dirigida por Perfeito Fortuna, uno de los fundadores de Circo Voador. Alberga iniciativas culturales (música, cine, teatro, circo, diseño y otros) y ofrece diversos cursos y talleres, tiene un laboratorio de agricultura (Canto das Flores) y presenta espectáculos de consagrados artistas nacionales e internacionales en su sala con capacidad para cinco mil espectadores.

### Iglesia Nossa Senhora da Lapa do Desterro

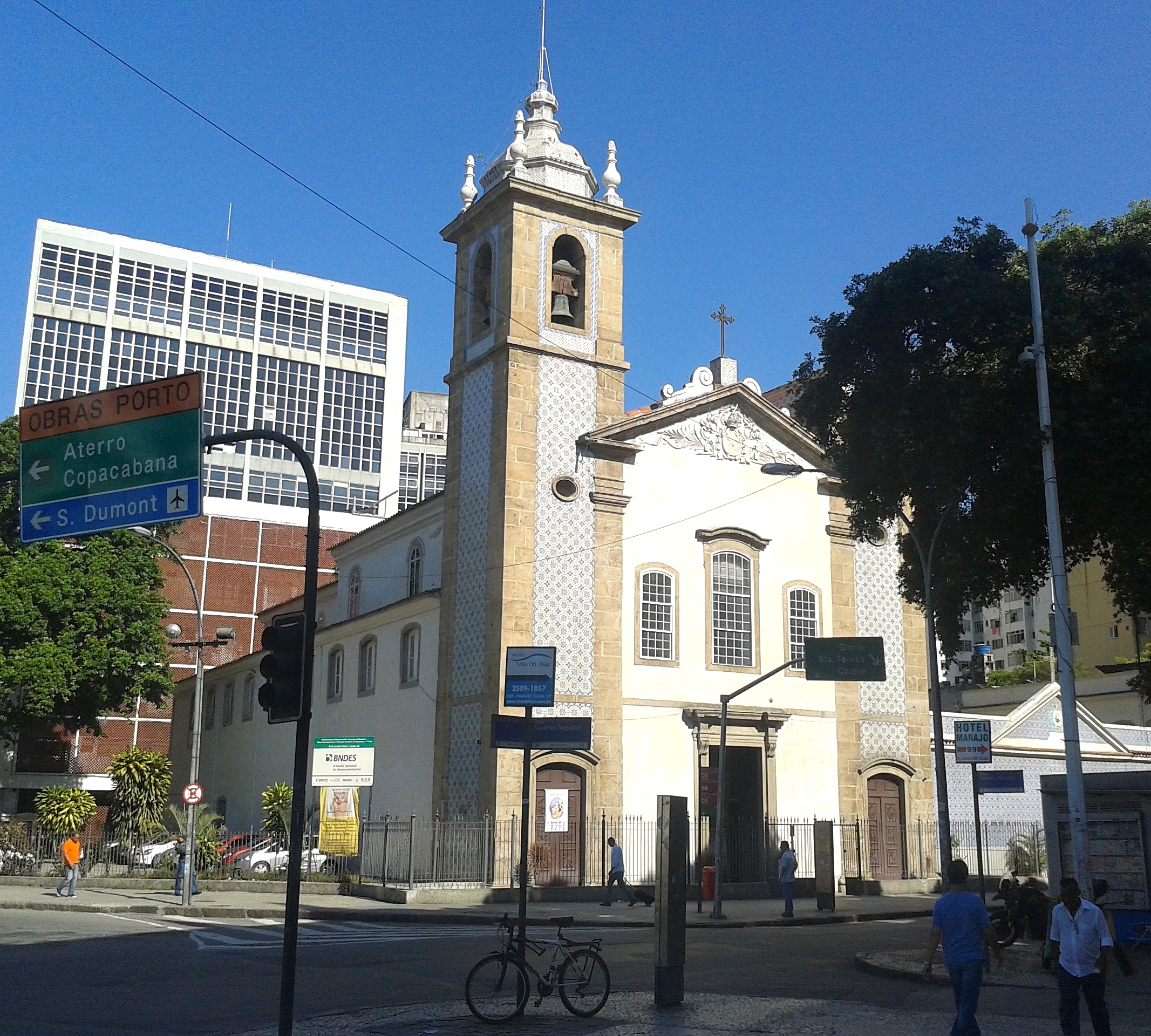
La iglesia Nossa Senhora da Lapa.

En 1751 se erigió la capilla y seminario, primera construcción de la zona que dio nombre al barrio y a la contigua colina Morro do Desterro (más tarde denominada Santa Teresa). En 1810, ya transformada en la iglesia barroca Nossa Senhora da Lapa do Desterro, recibió la imagen de Nossa Senhora do Carmo, ya que el convento del Largo do Carmo (en la actual plaza XV de Noviembre) debió ceder sus terrenos a los reyes portugueses. Las paredes están revestidas de azulejos portugueses del Siglo XIX y el altar mayor es atribuido a Valentim da Fonseca e Silva, quien diseñó el Paseo Público.

### Santuario a Zé Pelintra
José Pereira dos Anjos, conocido como Zé Pelintra, es el patrono de malandros, bandidos, jugadores y rumberos en Brasil, y el 7 de julio está instituido como día en que se le rinde homenaje. En la religión umbanda y en los ritos catimbó es llamado Exú y es considerado el protector de los menos favorecidos. Zé Pelintra tiene un santuario junto a los Arcos de Lapa, donde se lo representa con su característico traje blanco, corbata roja y sombrero de ala ancha.

### Escuela Nacional de Música
Fue inaugurada en 1848 como Imperial Conservatório de Música y se convirtió en el Instituto Nacional de Música en 1889. Se estableció en Lapa en 1913 y desde 1934 fue la Escuela Nacional de Música. En el Siglo XX se incorporó a la Universidad de Brasil (luego convertida en la Universidad Federal de Río de Janeiro). Ofrece cursos de licenciatura y grado en música (canto, interpretación de instrumentos, composición y docencia).

### Sala Cecília Meireles

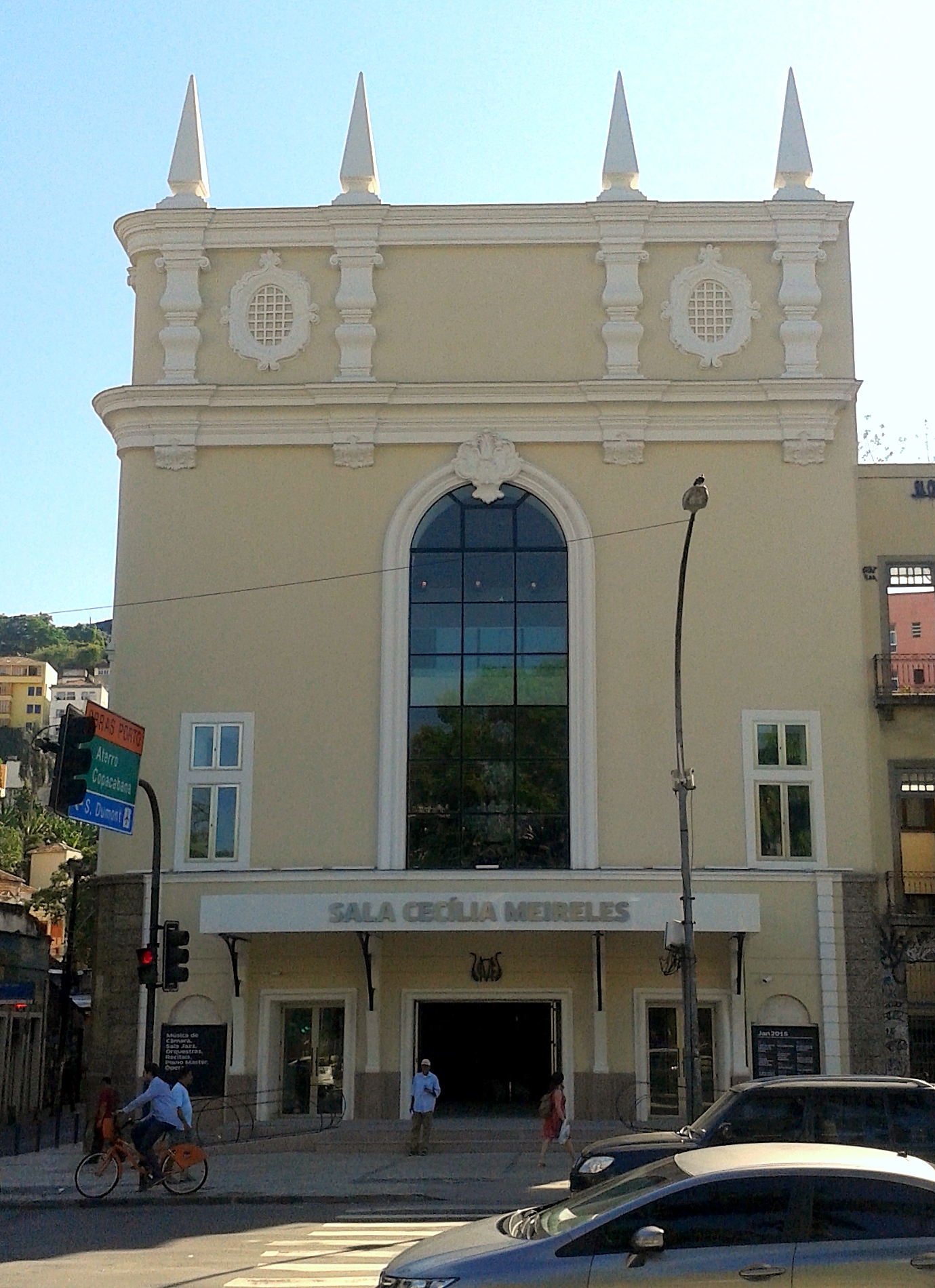
La Sala Cecília Meireles.

La confitería Armazém do Romão se transformó a final del Siglo XIX en el lujoso Grande Hotel da Lapa, pero con la decadencia del barrio se reformó y se convirtió en 1941 en el Cine Colonial, que funcionó hasta 1961. Ante el reclamo de una sala para conciertos de música clásica en la ciudad, el 23 de diciembre de 1964 el gobernador Carlos Lacerda expropió el edificio y el 1 de diciembre de 1965 se inauguró la Sala Cecília Meireles, bautizada así en honor a la poetisa fallecida en noviembre de 1964, amiga de Lacerda. Desde entonces es un importante espacio de formación y difusión de la música clásica. El edificio fue restaurado en 2014, cuando se añadió el Auditório Guiomar Novaes para pequeños conciertos, y el Espaço Ayres de Andrade para la realización de eventos.

## Personalidades de Lapa
Algunas personalidades destacadas que viven o vivieron en Lapa:
- Chiquinha Gonzaga: Francisca Edwiges Neves Gonzaga, más conocida como Chiquinha Gonzaga, fue la primera directora de orquesta y dramaturga brasileña, primera pianista de coro y autora de la primera marcha de carnaval del país. El 17 de octubre, día de su nacimiento, fue elegido como el Día de la Música Popular Brasileña.[39][40]

- Heitor Villa-Lobos: estudioso de la música folclórica de todo el país, es uno de los más respetados compositores de Brasil. Era habitual que tocara el piano en los burdeles de Lapa como pasatiempo.[39][41]

- Machado de Assis: uno de los escritores más celebrados de la literatura brasileña. Vivió en Lapa en 1874 con su esposa, Carolina.[39][42]

- Roberto Carlos: el cantante conocido en Brasil como El Rey vendió más de 150 millones de discos en su carrera. Hoy es el vecino más famoso de Urca, pero anteriormente vivió en el edificio Augusta, en la calle Gomes Freire.[39][43][44]

- Silvio Santos: empresario y presentador de televisión, estuvo al frente de Programa Silvio Santos durante casi seis décadas, desde 1963 hasta 2020. Durante su infancia vivió con su familia en la calle Gomes Freire.[39][45]

- Aguinaldo Silva: dramaturgo y guionista de las famosas telenovelas de TV Globo, escribió Roque Santeiro, Vale todo, Señora del destino, La indomable y Fina estampa, entre otras. Vivió en Lapa de 1966 a 1970.[39][46]

- Carmen Miranda: la popular cantante y actriz nacida en Portugal vivió en Lapa, en la calle Joaquim Silva, desde los 6 hasta los 16 años.[39][47]

- Madame Satã: João Francisco dos Santos fue un guardia de seguridad de prostíbulos de Lapa que se enfrentó numerosas veces con la policía, estuvo acusado de tres asesinatos y fue preso en repetidas ocasiones. Inspiró la película Madame Satã, de 2002.[39][48][12]

- Luana Muniz: autoproclamada 'La Reina de Lapa', es una prostituta travesti que preside la Asociación de los Profesionales del Sexo del Género Travesti, Transexuales y Transformistas de Río de Janeiro, que funciona en una casona de Lapa. En 2019 se estrenó un documental sobre su vida.[49][50][51]

- Lima Barreto: un busto de bronce recuerda al escritor en la calle Lavradio, cerca de donde vivió.[39][52]

- João do Rio: dramaturgo, cronista, periodista de investigación y miembro de la Academia Brasileña de Letras, João do Rio (cuyo nombre real era Paulo Barreto) vivió en la calle Gomes Freire.[39][53]

- Candido Portinari: el prolífico pintor vivió y tuvo su taller en la calle Teotônio Regadas en la década de 1930.[39][54]

- Danilo Alvim: El Príncipe Danilo, un mediocampista cinco veces campeón con Vasco da Gama y subcampeón con la selección de Brasil (estuvo presente en el Maracanazo), vivió en Rua do Riachuelo.[39][55]

- Jorge Amado: el escritor de Gabriela, clavo y canela, Doña Flor y sus dos maridos, y Tieta de Agreste, también vivió en Lapa.[39]

Algunos habitués famosos de Lapa fueron el pintor Di Cavalcanti (que retrató los barrios de Río de Janeiro, entre ellos Lapa) y gran cantidad de músicos, como João Gilberto, Noel Rosa o Pixinguinha (un mural lo recuerda en un edificio de Lapa).